# 卢恰纳
卢恰纳（科西嘉语，法語發音：[lutʃ(j)ana]，科西嘉語發音：[lutˈtʃana]），法国东南部城市，位于地中海的科西嘉岛上，是上科西嘉省的一个市镇，隶属于巴斯蒂亚区，其市镇面积为29.16平方公里，2022年1月1日时人口数量为6,354人，在法国城市中排名第1,830位。
卢恰纳位于上科西嘉省东北部，戈洛河入海口左岸，巴斯蒂亚机场的大部分区域位于其境内。

## 地名来源
“Lucciana”一名的出处和含义尚不清楚，该名称亦有作为女性人名使用。

## 历史

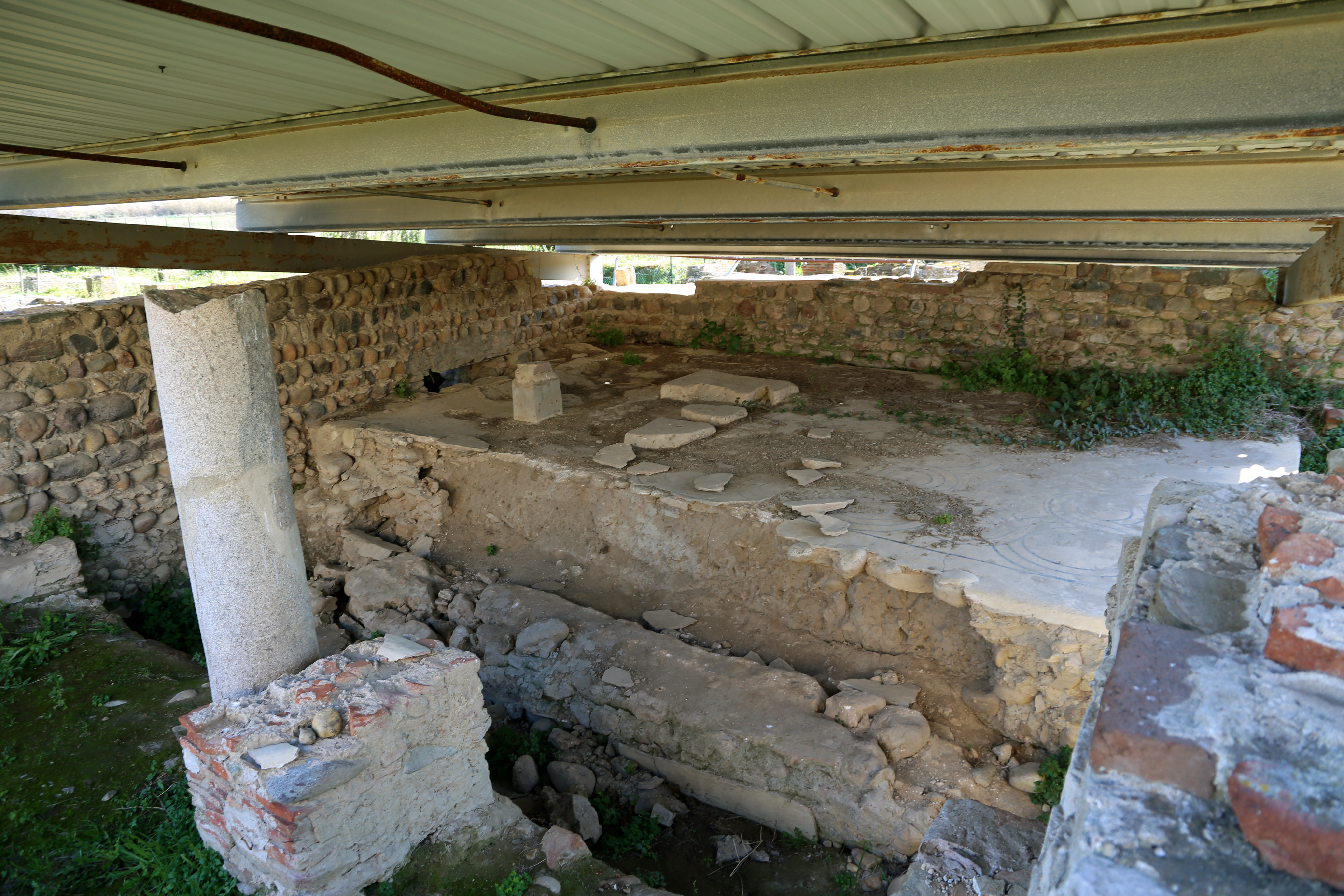
马里亚纳古城遗迹

古典时期，罗马皇帝盖乌斯·马略率兵占领科西嘉，并于公元前93年在戈洛河入海口左岸的一处高地上修建了马里亚纳，公元5世纪时，该城池成为天主教马里亚纳教区的首府。中世纪初，马里亚纳逐渐被废弃，当地的行政和经济中心转移至巴斯蒂亚。1768年10月，科西嘉共和国军队与法兰西王国军队在博尔戈附近展开战役并获得胜利，但在次年的蓬泰诺沃战役中失败，此后卢恰纳及其所在的科西嘉整体被划入法兰西王国。法国大革命后，卢恰纳成为科西嘉省的一个市镇。自20世纪以来，卢恰纳市镇范围东部的平原地区得到开发，当地人口数量有所增加。二战后，主体位于卢恰纳境内的巴斯蒂亚机场建成，其附近出现了配套工业和商务设施。1976年，科西嘉省一分为二，卢恰纳被划入上科西嘉省。

## 地理

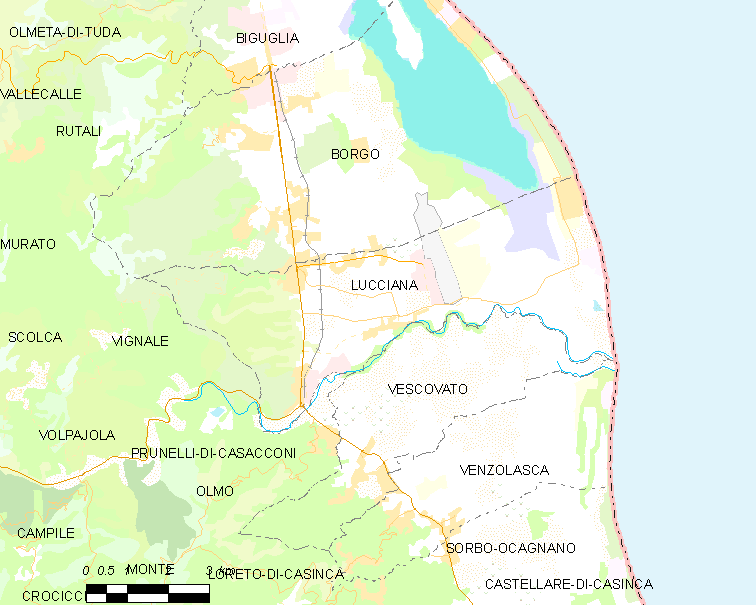
卢恰纳市镇范围地图

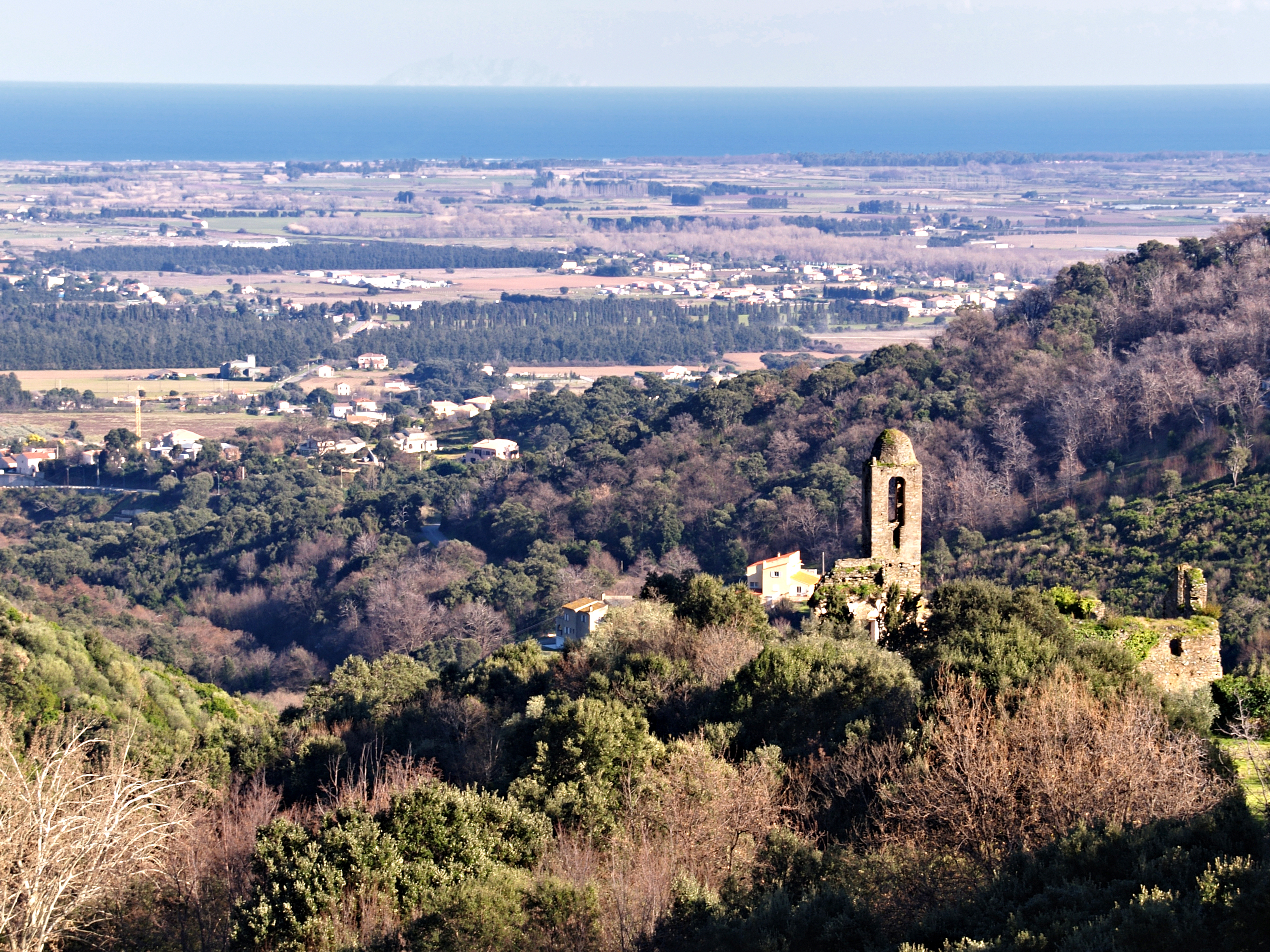
卢恰纳及后方的地中海

卢恰纳位于法国东南部，科西嘉岛东北部和上科西嘉省东部偏北，距离省会巴斯蒂亚大约20公里。与卢恰纳接壤的市镇包括：博尔戈、维尼亚莱、普鲁内利迪卡萨科尼、奥尔莫、蒙泰和韦斯科瓦托。

### 地形
卢恰纳位于戈洛河入海口北侧，其境内大致分为东部平原和西部山区两个大的地形单元，全境海拔在0到687米之间。

### 水文
戈洛河自西向东流经卢恰纳市镇南界并独立注入地中海。

### 植被
卢恰纳属于亚热带硬叶林区，林地主要分布于市镇范围西部的山地地区。
在鲜花城市的评比中，卢恰纳被评为2星级鲜花城市。

### 气候
卢恰纳在柯本气候分类法中属于地中海气候。

## 行政区划
卢恰纳的市镇编号为2B148，邮政编号为20290。
在行政管理方面，卢恰纳隶属于法国科西嘉大区上科西嘉省巴斯蒂亚区；在地方选举方面，卢恰纳隶属于博尔戈县，其市镇范围全境被划入上科西嘉省第一选区；在社会管理方面，卢恰纳是马拉纳-戈洛市镇公共社区的办公驻地。
法国国家统计与经济研究所（简称）在进行数据统计时，将卢恰纳及相邻的另外5个市镇设为博尔戈城市核心区，并将包括核心区在内的周边共54个市镇划为巴斯蒂亚城市区。自2020年起，巴斯蒂亚城市区被包含93个市镇的巴斯蒂亚城市辐射区代替。此外，还将卢恰纳市镇整体看作一个“块区”（IRIS），以便于统计人口分布情况。

## 交通

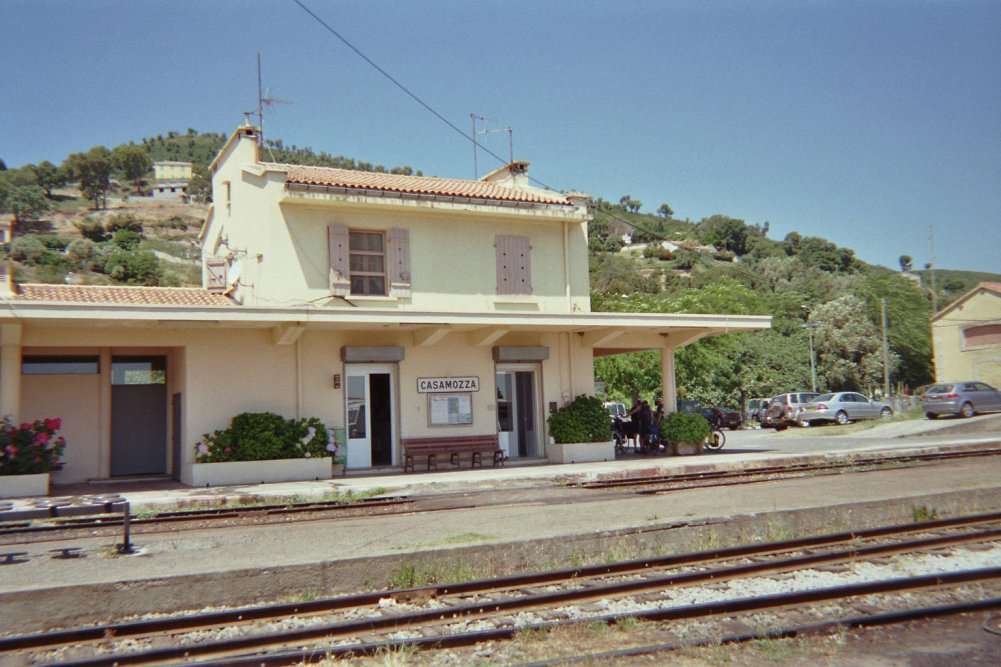
卡萨莫扎火车站

### 公路
科西嘉地方道路T11线、T20线、T205线和上科西嘉省省道D7线、D107线、D210线等在卢恰纳境内交汇。
2019年，73.8%的卢恰纳家庭拥有至少一辆私人汽车。2019年，卢恰纳境内共发生各类交通事故11起，造成1人遇难，18人受伤，其中14人重伤。
| 巴斯蒂亚 | 19 |

| 科尔泰 | 49 |

| 博尔戈 | 2 |

### 铁路
卢恰纳位于巴斯蒂亚－阿雅克肖铁路上。该铁路在卢恰纳境内设有卢恰纳站和卡萨莫扎站两个铁路车站，均停靠往返于阿雅克肖和巴斯蒂亚一线的区域列车。

### 航空
距离卢恰纳最近的民用航空站为巴斯蒂亚机场，该机场的航站楼及大部分跑道位于卢恰纳的市镇管辖范围内。

### 城市公共交通
截至2022年11月，卢恰纳暂无城市公共交通。

## 政治
卢恰纳的现任市长为约瑟夫·加莱蒂先生（Joseph GALLETTI），他是一名右翼无党派人士，在2020年的市政选举中获得了80.30%的支持率。
在2022年的法国总统大选中，法国极右翼政党国民阵线主席玛丽娜·勒庞在卢恰纳获得了69.28%的支持率。

## 人口
2019年，卢恰纳市镇人口数量为6,007，在法国排名第1,830位。其中男性2,926人，女性3,081人，75岁及以上人口占5.8%，外籍人口数量为678人，人口密度为206人/平方公里，当地居民被称为（男性）或（女性）。2020年，卢恰纳境内出生80人，死亡人口34人。
| 卢恰纳1901年－2019年人口变化情况 |
|                                  |
| 数据来源：Cassini、INSEE         |

## 经济

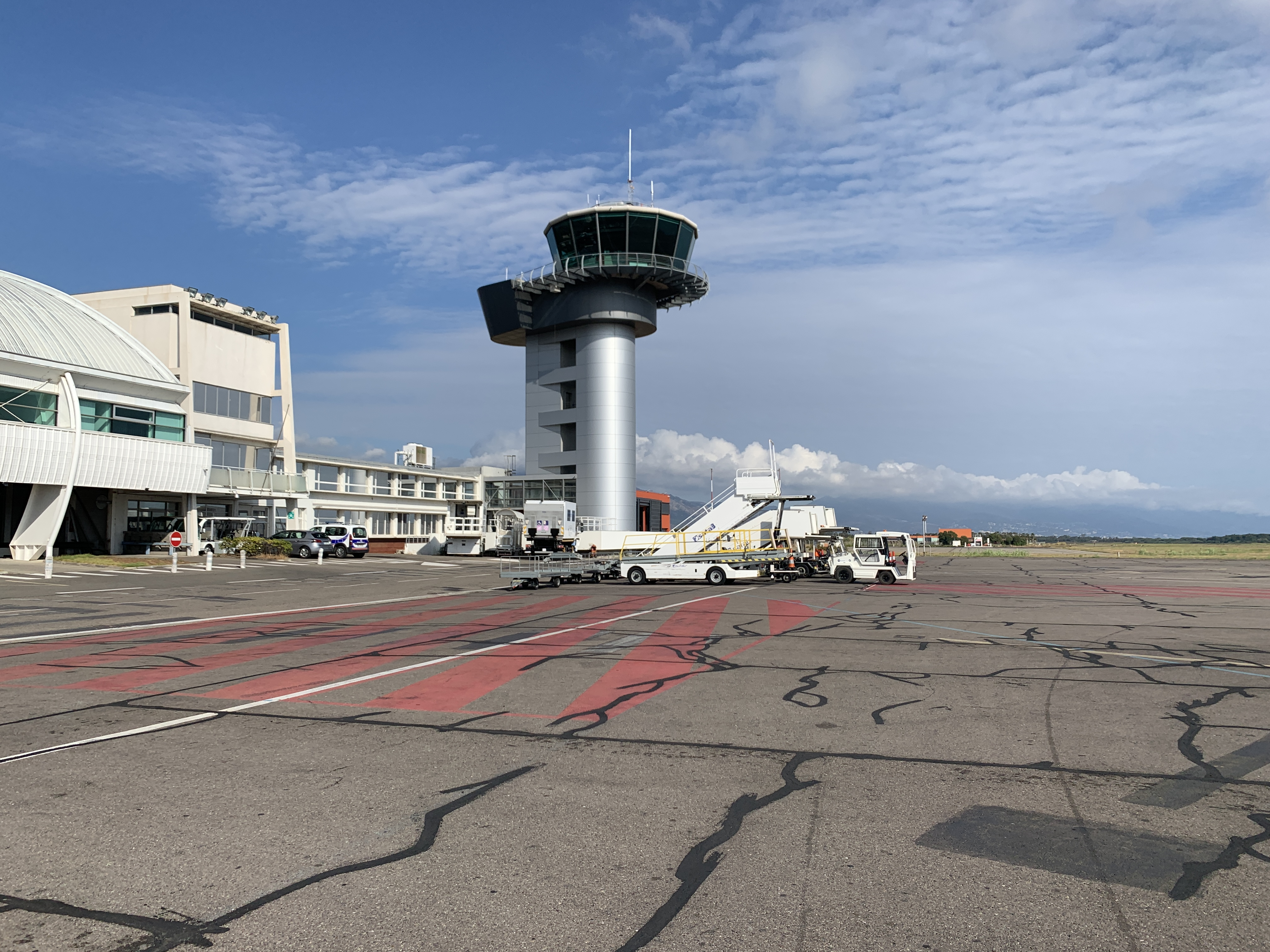
巴斯蒂亚机场一角

卢恰纳是一个区域性的中心城市。截止2022年11月，卢恰纳市镇范围内共有各类用人单位（包含自雇）1,434家，平均历史为12年，其中99.01%为中小型企业（PME），2022年9月至11月间，当地的经济活力指数为1.32%。（汽车销售）、（汽车租赁）及（汽车租赁）是当地2021年营业额最高的三个企业，分别为43,983,739欧元、37,206,249欧元和14,904,551欧元。

## 财政与居民收入
2020年，卢恰纳的财政收入总额为9,619,400欧元，财政支出总额为7,250,680欧元，当年的债务总额为6,490,070欧元。2021年，卢恰纳市镇共获得339,300欧元的国家财政补助，比上一年减少了14.49%。
2020年，卢恰纳的人均月收入总额为1,978欧元，其中高级职员为3,456欧元，低于法国平均水平（4,230欧元）；中级职员为2,189欧元，低于法国平均水平（2,411欧元）；普通职员为1,679欧元，亦低于法国平均水平（1,740欧元）。
2019年，卢恰纳境内的青壮年（15至64岁）失业率为10.4%，当地43.1%的家庭拥有纳税资格，平均纳税2,610欧元，低于法国平均水平（3,910欧元）。

## 社会事务

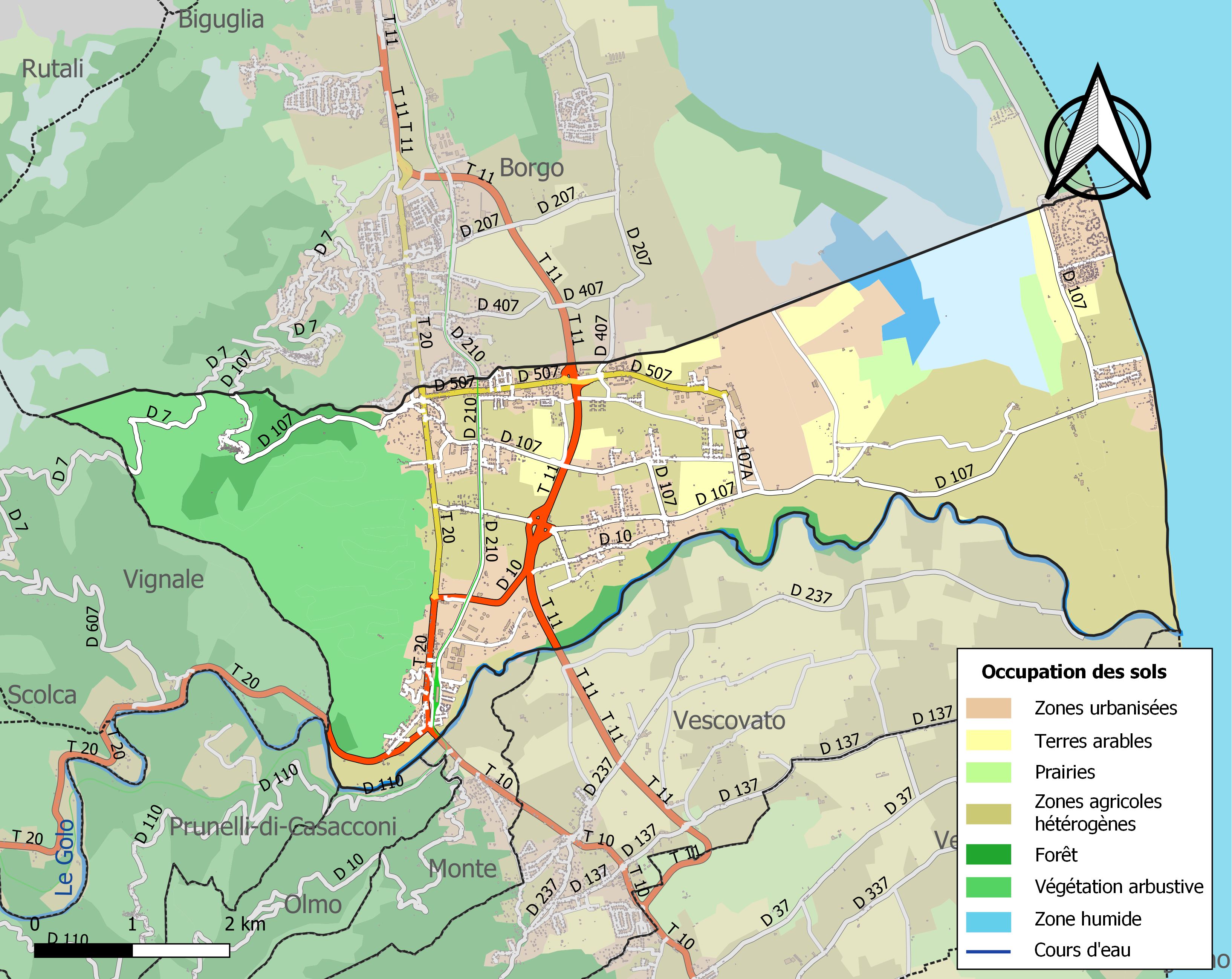
卢恰纳土地利用情况地图

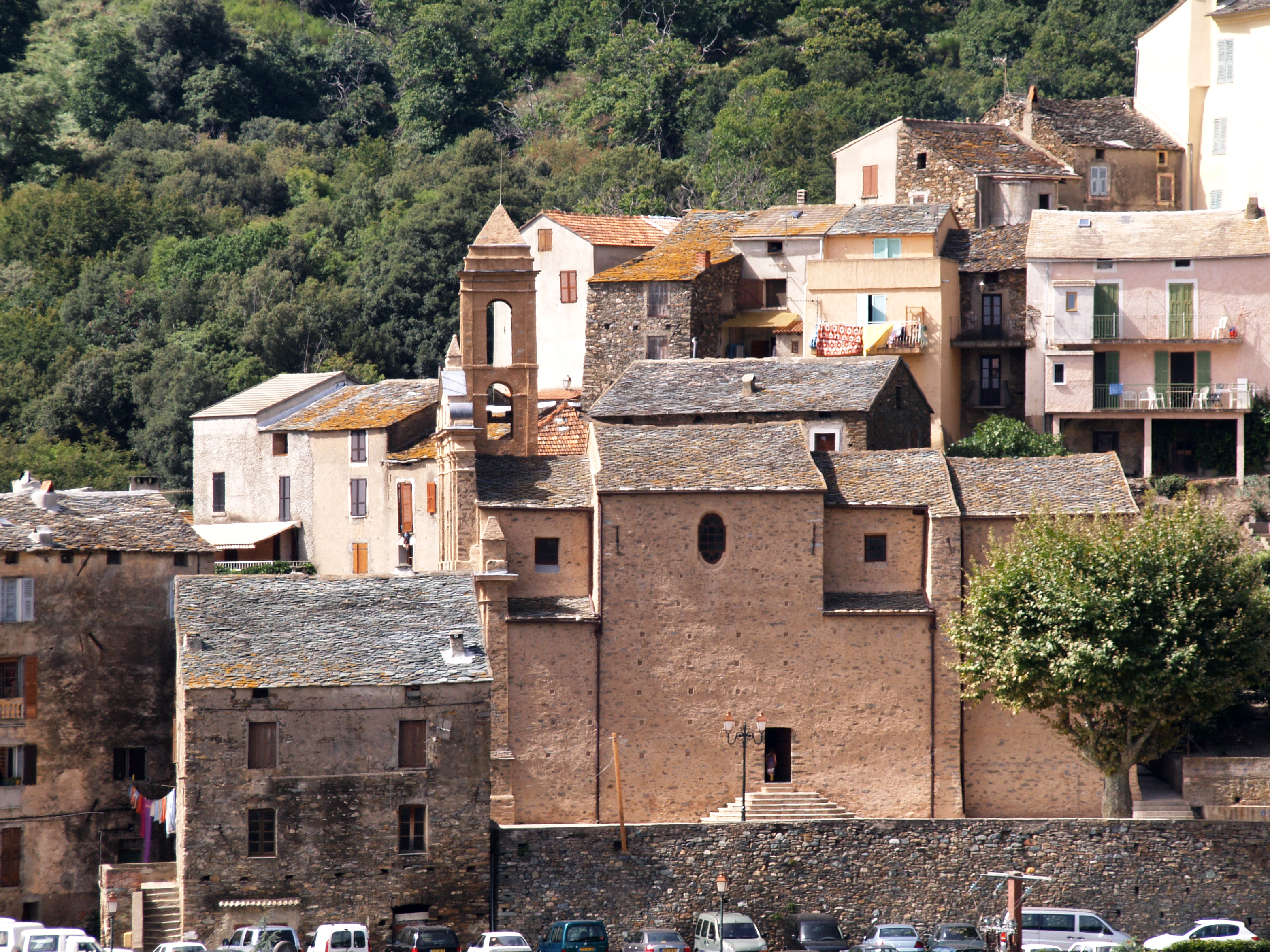
卢恰纳老城中心

### 教育
卢恰纳属于科西嘉学区。截止2021年1月1日，卢恰纳境内共有1所幼儿园、3所小学和1所初级中学。

### 医疗
截止2021年1月1日，卢恰纳境内共有全科医生4名、保健师20名、牙医4名和护士23名。境内共有药房2家。
距离卢恰纳最近的区域性医疗机构为20公里外的巴斯蒂亚中心医院（Centre Hospitalier de Bastia），其主病区位于巴斯蒂亚市区，距离卢恰纳的正常车程大约20分钟，该院设有床位484个，是当地规模最大的公立综合性医院；此外该机构还在巴斯蒂亚设有一个含68个床位的康复中心。

### 住房
2019年，卢恰纳境内共有各类住房3,346套，其中54.1%为独立式居民区，45.3%为集中式居民区。常住房屋占卢恰纳市镇范围内居民建筑总量的78.0%。
在住房保障政策方面，2021年，卢恰纳境内共有612户家庭获得了住房经济补助，受益人数占总人口数量的10.2%，其中578份为房租补助。

### 商业
2021年，卢恰纳境内共有各类实体商铺212家，其中餐厅21家、杂货店4家、面包房1家、肉铺4家、书店2家、装饰品店2家、银行门店1家、美容美发店12家、汽车维修店13家。市区北部与博尔戈交界处建有开放式商业街区，有家乐福、Mr Bricolage等大型商场。

### 体育
2021年，卢恰纳境内共有1间体育馆、1座综合体育场、2处网球场、1处足球或橄榄球场以及1处篮球或排球场。
截至2022年11月，卢恰纳境内共有三家注册足球俱乐部。卢恰纳足球俱乐部（编号551031）是当地的代表性足球队，成立于1929年，其主队2022至2023赛季参加法国全国丙组联赛（法国第五级别），其主场为球场卢恰纳体育中心（Complexe Sportif de Lucciana）。

### 环境
卢恰纳的环境事务由其所属的马拉纳-戈洛市镇公共社区联合各级政府协调负责。2021年，卢恰纳境内共有1家污染企业。

### 治安
卢恰纳及其附近的共99个市镇是巴斯蒂亚国家宪兵队（zone gendarmerie de Bastia）的管辖范围。2020年，该宪兵队累计记录各类案件1,749起，其中盗窃类案件681起，经济类案件318起，毒品交易类案件86起。

## 文化

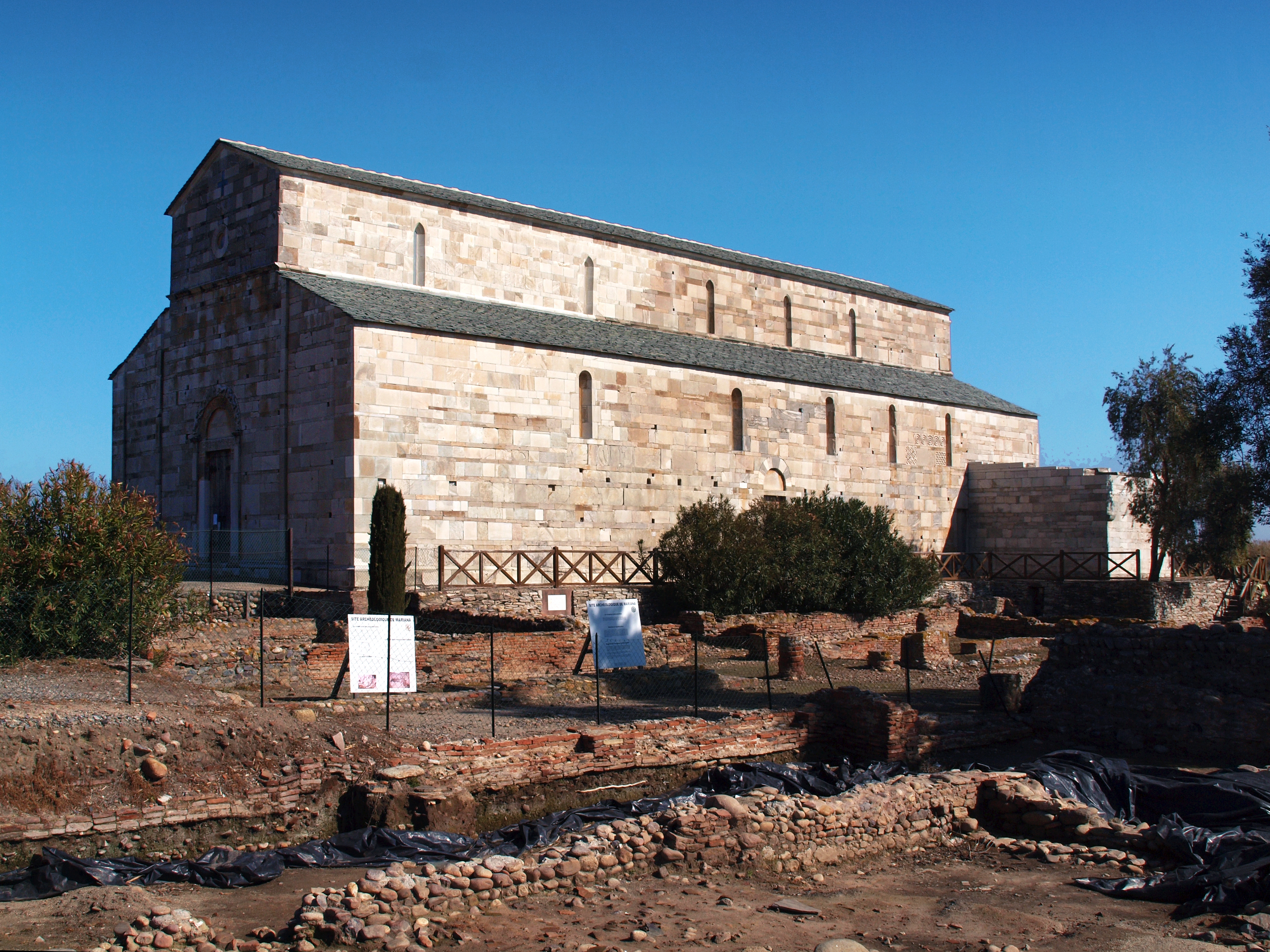
卢恰纳玛丽升天大教堂

2021年，卢恰纳境内有1家博物馆。卢恰纳市政府提供市政图书馆，每周一至五向公众开放。

### 建筑
卢恰纳境内有多处历史建筑，其中玛丽升天大教堂、圣帕特奥教堂等为法国国家文物保护单位。

### 旅游
卢恰纳的旅游事务由其所属的马拉纳-戈洛市镇公共社区负责。2022年，卢恰纳境内共有10家酒店共计318间房间；另有1个露营地，可容纳共75辆露营车。

### 媒体
法国主要的媒体均可在卢恰纳接收，法国电视三台下属的科西嘉频道在部分时段播出卢恰纳所属区域的地方新闻。《科西嘉早报》、蓝色法兰西科西嘉广播等是当地主要的地方性媒体

## 友好城市
截至2022年11月，卢恰纳共与一座城市互为友好城市关系：
- 摩納哥[49]